# Szymon Malinowski
Szymon Piotr Malinowski (ur. 28 października 1957) – polski fizyk atmosfery, profesor nauk o Ziemi, członek korespondent PAN. Od 2016 dyrektor Instytutu Geofizyki UW, a od 2020 przewodniczący zespołu doradczego ds. kryzysu klimatycznego przy Prezesie Polskiej Akademii Nauk.

## Życiorys
Skończył studia na Wydziale Fizyki Uniwersytetu Warszawskiego w 1982, broniąc pracę magisterską Wzniesienie wysokościowe emisji z kominów w różnych warunkach atmosferycznych. Następnie uzyskał doktorat nauk przyrodniczych w Instytucie Geofizyki Polskiej Akademii Nauk w 1988 na podstawie pracy Zachowanie się smug chłodniowych i kominowych w różnych warunkach atmosferycznych ze szczególnym uwzględnieniem procesów mieszania. Promotorem magisterium i doktoratu był Krzysztof Haman. W 1998 uzyskał stopień doktora habilitowanego nauk fizycznych na podstawie monografii Drobnoskalowa struktura chmur kłębiastych. Od 2008 profesor nauk o Ziemi. Od 2020 jest członkiem korespondentem Polskiej Akademii Nauk.
Zajmuje się fizyką chmur, pomiarami turbulencji w atmosferze. Pracował nad aspektami meteorologii stosowanej, m.in. oddziaływaniem chłodni kominowych z atmosferą. Od 1987 związany zawodowo z macierzystym Wydziałem. W latach 1990–1992 wykładał na Université du Québec w Montrealu. W latach 2002–2012 pełnił funkcję kierownika Zakładu Fizyki Atmosfery. Obecnie jest dyrektorem Instytutu Geofizyki na Wydziale Fizyki Uniwersytetu Warszawskiego. W Polskiej Akademii Nauk pełnił m.in. funkcję przewodniczącego Komitetu Geofizyki, od kwietnia 2020 jest przewodniczącym Zespołu doradczego do spraw kryzysu klimatycznego przy Prezesie Polskiej Akademii Nauk. Od 2011 członek korespondent Towarzystwa Naukowego Warszawskiego. Wypromował dziewięcioro doktorów.
Jest popularyzatorem nauki – między innymi jednym z założycieli portalu Nauka o klimacie, współautorem książki pod tym samym tytułem oraz laureatem konkursu Popularyzator Nauki 2017 w kategorii „zespół”. Jest bohaterem filmu dokumentalnego w reżyserii Jonathana L. Ramseya Można panikować, w którym ostrzega przed nadchodzącą katastrofą klimatyczną.

## Wybrane publikacje
- Marcin Popkiewicz, Aleksandra Kardaś, Szymon Malinowski, Nauka o klimacie, Warszawa: Wydawnictwo Nieoczywiste; Katowice: Wydawnictwo Sonia Draga, 2018, 2019.

## Odznaczenia
- Odznaka Honorowa za Zasługi dla Ochrony Środowiska i Klimatu – 2025[18]